# Большой Сардек
Большой Сардек (тат. Зур Сәрдек) — село в Кукморском районе Республики Татарстан России. Административный центр Большесардекского сельского поселения.

## География
Расположено на реке Бурец, в 20 км к северо-западу от города Кукмора.

## История
Основано в XVI веке, в письменных источниках упоминается с 1678 года.
В XVIII — первой половине XIX века жители относились к сословию государственных крестьян. Их основные занятия в этот период — земледелие и скотоводство, был распространён рогожно-кулеткацкий промысел.
По сведениям 1742 года, первая мечеть в селе была построена в 1715 году. По сведениям 1860 года, были 2 мечети, построенные в 1813 году, в начале XX века — 2 мечети, китаечная фабрика.
В «Списке населенных мест по сведениям 1859—1873 годов», изданном в 1876 году, населённый пункт упомянут как казённая деревня Большой Сардык 2-го стана Малмыжского уезда Вятской губернии. Располагалась при речках Бурце и Сардынке, по правую сторону Елабужского почтового тракта, в 33 верстах от уездного города Малмыжа и в 27 верстах от становой квартиры в казённом селе Поляны (Вятские Поляны). В деревне, в 206 дворах жили 1448 человек (732 мужчины и 716 женщин), были 2 мечети, китаичная фабрика.
В 1912 году была открыта русско-татарская начальная школа (в числе педагогов — поэт Сагит Сунчелей). До революции 1917 года была построена третья мечеть.
В конце XIX века земельный надел сельской общины составлял 4100,4 десятин.
До 1920 года село входило в Сардыбашскую волость Малмыжского уезда Вятской губернии. С 1920 года в составе Арского кантона ТАССР. С 10 августа 1930 года в Кукморском, с 1 февраля 1963 года в Сабинском, с 12 января 1965 года в Кукморском районах.
В 1930 году в селе был организован колхоз, с 1994 года село в составе объединения крестьянских хозяйств «Игенче», с 2002 года — сельскохозяйственного производственного кооператива «Игенче», с 2007 года — общества с ограниченной ответственностью «Агрофирма «Бор», с 2014 года — общества с ограниченной ответственностью «Исток Агро», с 2016 года — общества с ограниченной ответственностью «Агрофирма Игенче Плюс».

## Население
| 1859 | 1884 | 1920 | 1926 | 1938 | 1949 | 1958 | 1970 | 1979 | 1989 | 2002 | 2010 | 2017 |
| ---- | ---- | ---- | ---- | ---- | ---- | ---- | ---- | ---- | ---- | ---- | ---- | ---- |
| 1448 | 1534 | 1576 | 1466 | 1077 | 873  | 798  | 1045 | 1009 | 944  | 978  | 1019 | 1007 |

Национальный состав села — татары.

## Экономика
С 2018 года село в составе общества с ограниченной ответственностью «Восток Агро».
Жители занимаются полеводством, растениеводством, молочным скотоводством, работают в обществе с ограниченной ответственностью «Восток Агро» и крестьянских (фермерских) хозяйствах.

## Инфраструктура
Гимназия (с 1918 г. как начальная школа, в 1994 г. включена в состав 100 лучших школ России), детский сад (с 1966 г.), дом культуры (с 1966 г.), библиотека (с 1950 г.), фельдшерско-акушерский пункт (с 2016 г.).

## Религия
Две мечети (1995 и 2016 гг.).

## Известные люди
- К. Ф. Шакиров (1935—1983) — учёный-агроном, руководитель сельскохозяйственного предприятия, Герой Социалистического Труда